# Tukumáni amazon
A tukumáni amazon (Amazona tucumana) a madarak osztályának papagájalakúak (Psittaciformes)  rendjébe és a papagájfélék (Psittacidae) családjába tartozó faj.

## Rendszerezésük
A fajt Jean Cabanis német ornitológus írta le 1885-ben, a Chrysotis nembe Chrysotis tucumana néven.

## Előfordulása
Az Andok keleti lejtőin, Bolívia délkeleti és Argentína északi részén honos. Természetes élőhelyei a szubtrópusi és trópusi síkvidéki és hegyi esőerdők. Nyaranta 1000 és 2000 méter közötti magasságokban él, telente levonul a védettebb völgyekbe.

## Megjelenése
Testhossza 31 centiméter, testtömege 250–280 gramm. Tollazata zöld színű, jól látható fekete szegélyezettséggel. Homloka és feje tetejének elülső része vörös, combja narancssárga. Szárnyának kézevező tollai vörösek. Fehér gyűrűje van.

## Életmódja
Tápláléka magvakból áll, de fogyaszt gyümölcsöt, bogyókat, diót, virágokat és rügyeket is.

## Szaporodása
Költésideje októbertől februárig tart. Fészekalja 3-4 db tojásból áll, melyen átlag 27 napig kotlik. A fiak 53 naposan válnak röpképessé és még 3-4 hónap mire önállóvá válnak.

## Természetvédelmi helyzete
Az elterjedési területe nem nagy, egyedszáma 6000-15000 példány közötti és csökken. A Természetvédelmi Világszövetség Vörös listáján sebezhető fajként szerepel.